# Conamblys auratus
Conamblys auratus är en skalbaggsart som beskrevs av Schmidt 1922. Conamblys auratus ingår i släktet Conamblys och familjen långhorningar.
Artens utbredningsområde är Togo. Inga underarter finns listade i Catalogue of Life.